# Фуксик, Людвиг А.
Людвиг А. Фуксик (нем. Ludwig A. Fuchsik; 10 августа 1853, Литултовице — 11 апреля 1920, Вена) — австрийский архитектор.

## Биография
Людвиг А. Фуксик был родом из Лейтерсдорфа, сегодняшней Литултовице в Чешской Республике. С 1885 года жил в Вене, где в том же году сдаел экзамен на звание мастера-строителя и получил лицензию мастера-строителя. Фуксик развил бурную деятельность в Вене, с 1885 года он был членом Австрийского общества инженеров и архитекторов, а с 1886 года входил в кооператив мастеров-строителей и каменщиков . Он также был активным политиком и  членом муниципального совета в Альзергрунде от либералов .
Его сын Фердинанд Фуксик (1884-1952) также работал архитектором.

## Работы
В центром деятельности Фуксика было строительство жилых и коммерческих зданий в Вене. Он виртуозно использовал востребованные в то время стилистические формы историзма (средневековые, старогерманские, барочные и ренессансные мотивы), причем иногда включал и модные в то время элементы сецессиона. Выбор материалов для фасадов был разнообразным: он использовал штукатурку, облицовочный кирпич, фигурный тесаный камень, а также плиты из искусственного камня. Особое внимание он уделил фойе и порталам.
- Доходный дом, Вена 5, Schönbrunner Straße 71 / Rampersdorffergasse 70 (1888)
- Жилой дом с офисным зданием и винным погребом, Клостернойбург, Нижняя Австрия, Hölzlgasse 21 (1891 г.)
- Жилой дом и комплекс винных погребов, Клостернойбург, Нижняя Австрия, Alleestraße 37 (1892 г.)
- жилой у. Коммерческое здание SL Morgenstern , Вена 5, Бахерплац 10 (1892)
- жилой у. коммерческое строительство , Вена 1, Бёрсегассе 3 (1892–1893)
- Доходный дом, Вена 5, Маргаретенштрассе 96 (1892–1893)
- Дом с подвалом, Клостернойбург, Нижняя Австрия, Martinstraße 25 (1894 г.)
- жилой у. Коммерческое здание "Zum Goldenen Adler" , Вена 2, Таборштрассе 22 (1894–1895)
- Дом в аренду "Zur alten Schleifmühle", 4-й район Вены, Schleifmühlgasse 21 (1894)
- Доходный дом, Вена 6, Magdalenenstraße 21 (1894)
- Доходный дом, Вена 9, Прамергассе 25А / Рёгергассе 1 (1894)
- Доходный дом, Вена 9, Рёгергассе 1а и 1б (1894 г.)
- Доходный дом, 2-й район Вены, Glockengasse 11 (1894–1895)
- Доходный дом, 4-й район Вены, Schleifmühlgasse 15 (1895)
- Доходный дом, Вена 4, Мюльгассе 9 / Шляйфмюльгассе 17 (1895)
- Доходный дом, Вена 4, Мюльгассе 11 (1895)
- Доходный дом, Вена 6, Марияхильферштрассе 67 / Нелькенгассе 5 (1896)
- Доходный дом, Вена 7, Линденгассе 38 (1896)
- Доходный дом, Вена 1, Доминиканская Бастай 17 (1897–1898)
- Telefon-Aktiengesellschaft, Вена 14, Goldschlagstraße 172 (1900)
- Доходный дом, Вена 8, Блинденгассе 35 (до 1901 г.)
- Резиденция Адольфа Бахраха, Вена 1, Розенбурзенштрассе 8 / Биберштрассе 12 (1901–1902)
- Жилой дом Ernst Weiss, Вена 1, Биберштрассе 10 (1903 г.)
- Доходный дом, Вена 5, Маргаретенштрассе 113 (1903)
- Доходный дом, Вена 4, Воллебенгассе 15 (до 1904 г.)
- Доходный дом, Вена 16, Оттакрингерштрассе 56 (до 1904 г.)
- Доходный дом, Вена 15, Sechshauser Straße 36–38 (до 1904 г.)
- Доходный дом, Вена 8, Josefstädter Straße 56 / Kupkagasse / Hamerlingplatz (1904)
- Вилла, Вена 13, Купельвизергассе 12 (с Эрнстом Орнштейном) (1906)
- Доходный дом, Вена 4, Gusshausstraße 6 (1906)
- Арбайтерхайм, Вена 16, Kreitnergasse 15–19 (с Эрнстом Орнштейном, не сохранилась) (1906–1907)
- Miethaus, Wien 9, Alser Straße 20 (с Э. Орнштейном, изменено) (до 1908 г.)
- Доходный дом, Вена 8, Лаудонгассе 60 (1909)
- Вилла, Хаугсдорф, Банштрассе 6 (Вайнфиртель, Нижняя Австрия) (1912 г.)

## Внешние ссылки
- Ludwig A. Fuchsik. In: Architektenlexikon Wien 1770–1945. Herausgegeben vom Architekturzentrum Wien. Wien 2007.